# シナモンボール くるくるスイーツパラダイス
『シナモンボール くるくるスイーツパラダイス』は、ロケットカンパニーより2007年7月19日に発売されたニンテンドーDS用ピンボールゲーム。

## 概要
シナモンをはねフリッパーではじいてスイーツを集めていく。
操作はピンボールに準拠しているが、フリッパー付近ではシナモンが歩いたり、画面上部では浮遊したりと挙動が変わる。基本のテーブルでは左側のみアウトレーンがあり、落ちそうになったらDSのマイクにふーふー息を吹きかけることで脱出できる。また、下画面をタッチすることで台を揺らすことが出来る。

## モード
ストーリーモード
スイーツを集め、最後に仲間やアイテムを入手してステージクリアとなる。全10ステージ。
フリープレイ
ストーリーモードでクリアしたステージの台をプレイできる。スコアアタックが主体。フリープレイでしか入手できないスイーツもある。
フレンズゲーム
ストーリーモード内でクリアしたりすることでプレイできるようになるミニゲーム。ピンボールの操作だが、各ゲームによって目的が違う。

## シナモンフレンズ
シナモン
カプチーノ
エスプレッソ
シフォン
みるく
モカ